# János Kiss
János Kiss (n. 10 iunie 1975, Oradea, România) este un deputat român, ales în 2020 din partea PNL. 